# Raja Raja Chola I

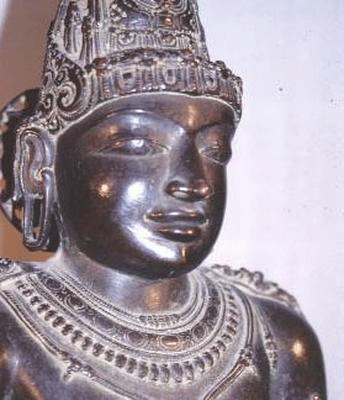
Raja Raja Chola I

Raja Raja Chola I là một trong những vị hoàng đế kiệt xuất của nhà Chola, người trị vì từ năm 985 đến 1014 Sau công nguyên. Ông đã chinh phạt các vương quốc ở phía Nam Ấn Độ và đế quốc Chola cho đến tận Tích Lan phía nam, và Kalinga (Orissa) phía bắc, dẫn đến sự phát triển không ngừng của đế chế Chola. Ông từng chiến đấu trong nhiều trận đánh với quân Chalukya ở miền bắc và Pandya ở miền nam. Việc Rajaraja thôn tính Vengi đã dẫn đến sự sáng lập triều đại Chalukya Chola. Ông xâm chiếm Tích Lan và bắt đầu sự chiếm đóng của Chola trên hòn đảo này kéo dài trong một thế kỉ.
Ông đã hợp lý hóa chế độ hành chính, chia đất nước thành nhiều khu vực và chuẩn hóa việc thu ngân sách qua những cuộc điều tra đất đai có hệ thống. Ông xây dựng ngôi đền Brihadisvara lộng lẫy ở Thanjavur và từ đây ông phân chia của cải cho các bề tôi của mình. Những thành tựu của ông đặt nền móng cho con là Rajendra Chola I mở rộng đế quốc của mình hơn nữa.